# Museu Casa de Pedro Américo
A Museu Casa de Pedro Américo está situada na rua Pedro Américo, é o local onde nasceu o pintor, romancista e poeta paraibano Pedro Américo de Figueiredo e Melo. É considerado Patrimônio Cultural da cidade de Areia, em Paraíba. E tem como missão preservar, tornar pública e enaltecer a vida pessoal e profissional do pintor. A Casa Museu Pedro Américo é dirigida pela Prefeitura de Areia. Em 2015 foi reinaugurado com restauro pelo Instituto Brasileiro de Museus.

## Acervo
O museu possui objetos próprios do artista, como seu cachimbo, o jornal que guardou lacrado antes de morrer e a tela Cristo Morto, que foi restaurada por especialistas do Museu Nacional de Belas Artes (MNBA), em 2011. 
No mesmo ano, o projeto “Recuperando Memórias: Salvaguarda e Conservação do Patrimônio Cultural de Areia Através da Educação e Informação” do Centro de Ciências Agrárias da Universidade Federal da Paraíba realizou a catalogação digital de todo o acervo artístico e peças do pintor Pedro Américo, que estão localizadas no Museu Casa Pedro Américo. 
Essa ação foi inédita no Município, pois resultou nos catálogos completos, físico e digital, de todo o acervo deste Museu, utilizando o software Donato 3.0, considerado padrão nacional, utilizado e disponibilizado pelo MNBA do Rio de Janeiro.
Estão dispostos três auto-retratos de Pedro Américo nas paredes da pequena casa. Muitas pinturas são de cunho religioso e a maior parte delas são reproduções de quadros que foram originalmente pintados por Américo. A maior parte das pinturas feitas pelo pintor estão espalhadas pelo Brasil, em estados como Rio de Janeiro e São Paulo.

## História
O espaço onde se encontra a Casa Museu Pedro Américo é simples. Antigamente, ainda quando Américo era vivo, a disposição era diferente e comportava dois quartos, uma cozinha, banheiros, uma sala de estar e um quintal. Atualmente, depois da restauração, esse espaço foi ambientado em outra disposição: vidros foram postos nas janelas e toda a divisão do espaço de dentro foi modificada. O interior é composto por duas salas, nas quais uma cedia o Museu e todas as mais de vinte reproduções de obras do Pedro Américo, e a outra.
Um tempo antes de Pedro Américo completar 100 anos, a prefeitura da cidade de Areia retirou todos os imóveis, no intuito de que o espaço pudesse funcionar como uma pinacoteca, por exemplo.